# پاچاکوتیک (کوسکو)
پاچاکوتیک (به اسپانیایی: Pachakutiq) یک کوه در پرو است که در Peru, Cusco Region واقع شده‌است. پاچاکوتیک ۴٬۴۰۰ متر بالاتر از سطح دریا واقع شده‌است.